# Amor de don Perlimplín con Belisa en su jardín
Amor de don Perlimplín con Belisa en su jardín es una obra dramática breve escrita por Federico García Lorca en 1929. Censurada durante la dictadura de Primo de Rivera fue estrenada en 1933. En ella, el protagonista, un hombre anciano que no conocía el amor, se enamora de la joven con la que se casa por la fuerza. Sin embargo esta se enamora de otro hombre. La trama conforma una tierna pero desgarrada tragicomedia.

## Resumen y estructura
La obra se presenta en cuatro cuadros dramáticos:
- Primer cuadro

Perlimplín y su sirvienta Marcolfa acuerdan que el protagonista se case con Belisa, la hija de su vecina, aunque el pretendiente es mucho mayor que la novia, y además, no se aman. Marcolfa y la madre de Belisa acuerdan el matrimonio.
- Segundo cuadro

Durante la noche de bodas Don Perlimplín se enamora de Belisa al verla por la ranura de su puerta mientras ella se viste de boda.
- Tercer cuadro

Se desvela que Belisa le ha sido infiel a Don Perlimplín durante la noche de bodas con cinco hombres distintos, uno de cada raza o continente. Aparece un misterioso hombre que ama a Belisa, pero que nadie conoce. Perlimplín se muestra feliz y la ayuda a encontrar a ese hombre.
- Cuarto cuadro

A las diez de la noche, Belisa va a buscar a su enamorado al patio, pero no está. Perlimplín llega dispuesto a matarlo, desaparece entre la espesura y poco después entra en escena un misterioso hombre vestido de rojo, con la cara tapada y una herida en el corazón. Cae al suelo y se descubre que era el enamorado de Belisa, la cual le destapa la cara, descubriendo, que Perlimplín era el hombre del que se había enamorado, como predijo: «si no me amas a mí, llorarás de amor por él».

## Personajes
- Perlimplin: el protagonista, un hombre viejo y solitario. en realidad es más joven de lo que parece
- Belisa: Esposa, joven e infiel, pero es dulce y una chica de ninguna timidez. Blanco es el color que se representa
- Marcolfa: Empleada leal de Perlimplín. Une el matrimonio de Belisa con Don Perlimplín y hace el rol de su madre.
- Madre de Belisa: Planea la boda. Tiene toda la autoridad sobre Belisa.
- Misterioso hombre: El enamorado de Belisa. Es don Perlimplín, solo que está disfrazado para conquistar a Belisa, porque su aspecto verdadero es muy viejo.
- Los duendes: Ocultan la escena de infidelidad de Belisa en su primera noche de casada, pues ellos solo quieren ayudar a Don Perlimplín